# Ciumeghiu
Ciumeghiu (Illye en hongrois, Egisber en allemand) est une commune roumaine du județ de Bihor, en Transylvanie, dans la région historique de la Crișana et dans la région de développement du Nord-Ouest.

## Géographie
La commune de Ciumeghiu est située dans le sud-est du județ, dans la plaine de Salonta, à la limite avec le județ d'Arad, à 10 km au sud-ouest de Salonta et à 60 km au sud-ouest d'Oradea, le chef-lieu du județ. Le village de Boiu est situé sur la canal collecteur qui se jette dans le Crișul Negru et qui a permis l'assainissement de la plaine autrefois marécageuse.
La municipalité est composée des trois villages suivants, nom hongrois, (population en 2002) :
- Boiu, Mezőbaj (842) ;
- Ciumeghiu, Illye (1 789), siège de la commune ;
- Ghiorac, Erdögyarak (1 867).

## Histoire
La première mention écrite du village de Ciumeghiu date de 1291, dans les registres de l'évêché d'Oradea. En 1332, il est cité sous le nom de Villa Helye.
La commune, qui appartenait au royaume de Hongrie, en a donc suivi l'histoire.
Après le compromis de 1867 entre Autrichiens et Hongrois de l'empire d'Autriche, la principauté de Transylvanie disparaît et, en 1876, le royaume de Hongrie est partagé en comitats. Ciumeghiu intègre le comitat de Bihar (Bihar vármegye).
À la fin de la Première Guerre mondiale, l'Empire austro-hongrois disparaît et la commune rejoint la Grande Roumanie au traité de Trianon.
En 1940, à la suite du deuxième arbitrage de Vienne, Ciumeghiu fait partie des communes du județ qui ne sont pas annexées par la Hongrie et restent sous la souveraineté roumaine. 

## Politique
| Parti | Parti                                      | Sièges |
| ----- | ------------------------------------------ | ------ |
|       | Parti social-démocrate (PSD)               | 4      |
|       | Parti national libéral (PNL)               | 5      |
|       | Alliance des libéraux et démocrates (ALDE) | 2      |
|       | Union démocrate magyare de Roumanie (UDMR) | 2      |

## Religions
En 2002, la composition religieuse de la commune était la suivante :
- Chrétiens orthodoxes, 63,42 % ;
- Réformés, 26,98 % ;
- Pentecôtistes, 4,06 % ;
- Baptistes, 2,13 % ;
- Catholiques romains, 1,46 %.

## Démographie
La commune de Ciumeghiu a compté une majorité de population hongroise jusqu'à la Seconde Guerre mondiale. De nos jours, seul le village de Boiu reste à majorité hongroise tandis que les villages de Ciumeghiu et Ghiorac sont à majorité roumaine.
En 1910, à l'époque austro-hongroise, la commune comptait 3 431 Hongrois (58,44 %), 2 265 Roumains (38,58 %), 12  Allemands (0,20 %) et 23 Slovaques (0,39 %).
En 1930, on dénombrait 3 003 Hongrois (52,67 %), 2 655 Roumains (46,56 %), 11 Juifs (0,19 %) et 15 Tsiganes (0,26 %).
En 1956, après la Seconde Guerre mondiale, 3 307 Roumains (53,31 %) côtoyaient 2 888 Hongrois (46,56 %).
En 2002, la commune comptait 2 359 Roumains (52,44 %), 1 255 Hongrois (27,90 %) et 849 Tsiganes (18,87 %). 
| 1880  | 1890  | 1900  | 1910  | 1920  | 1930  | 1941  | 1956  | 1966  |
| ----- | ----- | ----- | ----- | ----- | ----- | ----- | ----- | ----- |
| 3 691 | 4 574 | 5 159 | 5 871 | 5 694 | 5 702 | 5 993 | 6 203 | 6 044 |

| 1977  | 1992  | 2002  | 2007  | - | - | - | - | - |
| ----- | ----- | ----- | ----- | - | - | - | - | - |
| 5 462 | 4 564 | 4 498 | 4 499 | - | - | - | - | - |

## Économie
L'économie de la commune repose sur l'agriculture et l'élevage.

## Communications

### Routes
Ciumeghiu est située sur la route nationale DN79 (Route européenne 671) Oradea-Arad. La route DJ709E rejoint Ghiorac, Arpășel et Batăr.

### Voies ferrées
Ciumeghiu est desservie par la ligne Oradea-Arad des Chemins de Fer roumains.

## Lieux et monuments
- Ciumeghiu, église catholique datant de 1826.
- Ciumeghiu, château Miskolczy (1779).
- Ghiorac, château du XIXe siècle.